# Verlengde dubbelgedraaide vijfhoekige koepelrotonde
Een verlengde dubbelgedraaide vijfhoekige koepelrotonde is in de meetkunde het johnsonlichaam J47. Deze ruimtelijke figuur kan worden geconstrueerd door een vijfhoekige koepel J5 en een vijfhoekige rotonde J6 met hun congruente grondvlakken op het grond- en bovenvlak van een tienhoekig antiprisma te plaatsen. Het lichaam is chiraal: het bestaat zowel in rechts- als in linksdraaiende vorm. Het verschil bestaat erin dat de koepel en de rotonde in de twee verschillende chirale vormen 36° verschillend ten opzichte van elkaar zijn gedraaid.
De 92 johnsonlichamen werden in 1966 door Norman Johnson benoemd en beschreven.
- (en)  MathWorld. Gyroelongated Pentagonal Cupolarotunda.